# Avstängning (sport)

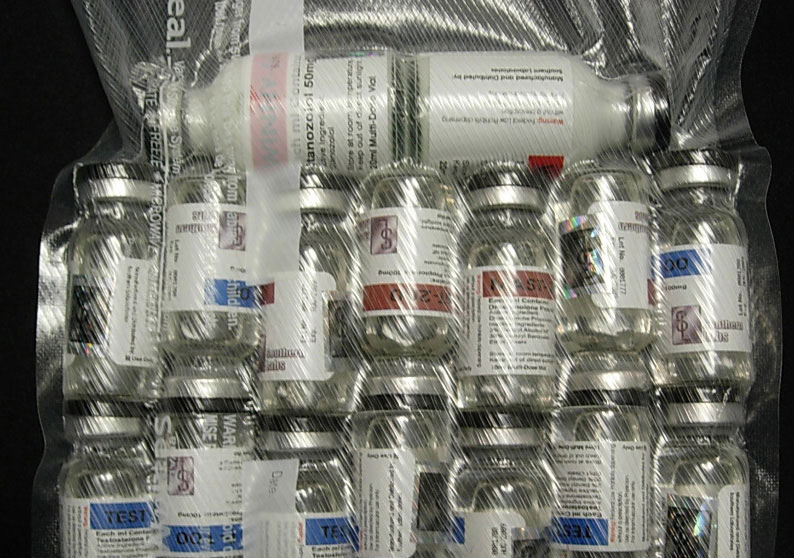
Doping har lett till att många idrottare stängts av genom åren.

Avstängning inom sport och idrott är en regel som resultat av regelbrott och förseelser under eller i samband en match, tävling eller turnering. Inom fotboll resulterar normalt en utvisning och inom bandy och ishockey ett matchstraff under en match att spelaren dessutom blir avstängd, det vill säga, inte får delta i en eller fler av lagets kommande matcher. Det är normalt det nationella förbundet som utdömer avstängningar inom inhemska tävlingar, och de internationella förbunden i internationella tävlingar. Inom fotboll är det Svenska Fotbollförbundet som utifrån matchdomarens rapport utdömer avstängningar för nationella turneringar medan det är de internationella förbunden UEFA respektive FIFA som gör det i internationella turneringar. Inom lagsporter kan även tränare eller ledare dömas till avstängning.
Avstängningar utdöms även i sportsammanhang om en utövare fälls för dopning, det vill säga påträffats med att använda förbjudna medel. 
Även klubbar eller lag kan dömas till avstängning, det vill säga, inte få delta i en turnering under en bestämd tid. I juni 1985  blev, till exempel, engelska klubblag avstängda från deltagande i all europeisk klubbfotboll på grund av det ofta förekommande läktarvåldet i samband med matcher med engelska lag.
1993 stängdes Olympique de Marseille av från UEFA Champions League för fusk, sedan det kommit fram att de försökte muta sig till seger.